# NGC 6675
NGC 6675 is een spiraalvormig sterrenstelsel in het sterrenbeeld Lier. Het hemelobject werd op 27 juli 1870 ontdekt door de Franse astronoom Édouard Jean-Marie Stephan.

## Synoniemen
- UGC 11305
- MCG 7-38-13
- ZWG 228.19
- IRAS 18357+4000
- PGC 62149